# Пеньковцы
Пеньковцы (укр. Пеньківці) — село в Скориковской сельской общине Тернопольского района Тернопольской области Украины.
До 2020 года входило в Подволочисский район.
Население по переписи 2001 года составляло 125 человек. Почтовый индекс — 47814. Телефонный код — 3543.

## Персоналии
- Дзивинский, Плацид — польский математик.